# Songbulsa
Songbulsa (Modèle:Lang-lp, Hanja : 成佛寺) est un temple bouddhiste fondé en 898 et reconstruit au temps du royaume de Koryo (918-1392). Il est situé près de Sariwon au pied du mont Jongbang, dans l'enceinte de sa forteresse. Il est constitué de six bâtiments ainsi que d'une pagode en pierre à 5 niveaux et compte parmi les plus vieilles constructions en bois de Corée du Nord. Il a été classé trésor national n° 87.
Le premier des bâtiments est le belvédère Chongphung, une construction possédant un couloir en son milieu qui pouvait servir d'entrée principale au temple.
Le pavillon Ungjin date de 1327. Il possède un toit à deux versants et des colonnes avec des chapiteaux à triple abaque, caractéristique de l'époque de Koryo.
Le pavillon Kuknak (le pavillon du paradis) a été reconstruit en 1374. Posé sur un piédestal assez élevé, il possède des colonnes renflées avec des chapiteaux sculptés et est peint en rouge et bleu avec des motifs floraux.
Les autres pavillons portent le nom de Myongbu, Unha et Sansin.

## Source
- « Le temple Songbul », La Corée d'aujourd'hui n° 11, 2008.